# Rix (Nièvre)
Rix – miejscowość i gmina we Francji, w regionie Burgundia-Franche-Comté, w departamencie Nièvre.
Według danych na rok 1990 gminę zamieszkiwało 206 osób, a gęstość zaludnienia wynosiła 53 osoby/km² (wśród 2044 gmin Burgundii Rix plasuje się na 705. miejscu pod względem liczby ludności, natomiast pod względem powierzchni na miejscu 1293.).